# 基里勒塞克
基里勒塞克（法語：Quiry-le-Sec，法語發音：[kiʁi lə sɛk]）是法国上法蘭西大區索姆省的一个市镇，属于蒙迪迪耶区。

## 地理
基里勒塞克（49°40'21"N, 2°22'55"E）面积6.88 平方千米，位于法国上法蘭西大區索姆省，该省份为法国北部沿海省份，北起加来海峡省和北部省，西接滨海塞纳省和大西洋英吉利海峡，南至瓦兹省，东临埃纳省。
与基里勒塞克接壤的市镇（或旧市镇、城区）包括：罗康库尔、鲁夫鲁瓦莱梅尔勒、库勒梅勒、埃斯克兰维莱尔、福勒维尔。

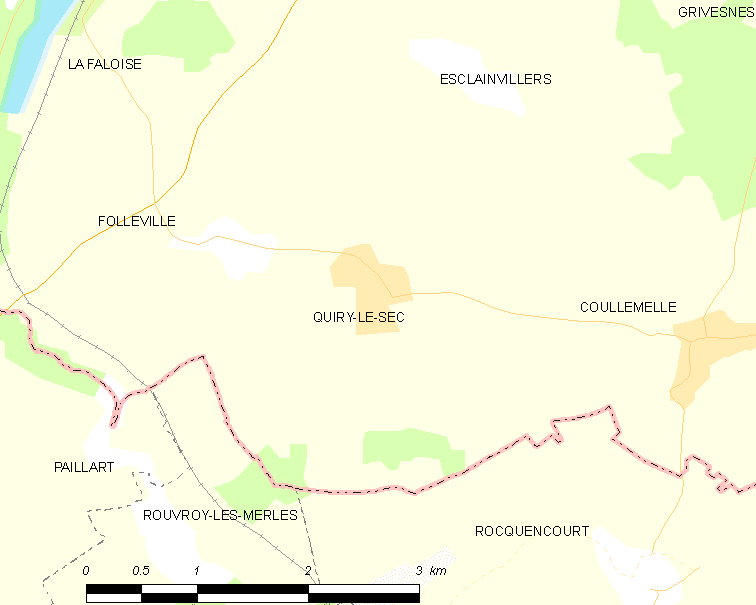
基里勒塞克的OSM定位图

基里勒塞克的时区为UTC+01:00、UTC+02:00（夏令时）。

## 行政
基里勒塞克的邮政编码为80250，INSEE市镇编码为80657。

## 政治
基里勒塞克所属的省级选区为努瓦河畔阿伊县。

## 人口

1962-2008年间基里勒塞克人口变化图示

基里勒塞克于2022年1月1日时的人口数量为313人。